# محمد عادل شاه السوري
مبارز خان بن نظام خان السوري، الشهير باسم محمد عادل شاه أو عدلي. هو رابع حكام سلالة آل سور. اعتلى العرش في سنة 961هـ الموافقة لسنة 1554م بعد أن قتل ابن أخته فيروز شاه البالغ من العمر اثني عشر سنة.
ابتدأ حكمه ببذل الأموال الوافرة على الناس، فاتفقوا عليه، لكنه لم يستمر على ذلك الحال، فكف يده عن البذل، واستوزر هندوسي يدعى هيمو البقال، وفوض إليه أموره كلها، وانصرف هو إلى ملاهيه ومباذله، فزاد ذلك في عدد أعدائه والناقمين عليه. ونشبت الثورات في كل ناحية، ولم يتمكن وزيره من قمعها، فأضحت الهند بعد فترة قصيرة من حكمه تحت حكم ثلاثة سلاطين هم: محمد عادل شاه في أغرة ومالوة وجونفور، وإسكندر شاه السوري في دلهي والبنجاب، وإبراهيم شاه السوري في رقعة تمتد من بيانة إلى حدود غواليور. ورأى خلال هذه الفترة همايون بن بابر الذي طرد من الهند في وقت سابق في هذه الاضطرابات الفرصة المواتية لاسترداد بلاده.
قتل في سنة 962هـ الموافقة لسنة 1557م في چنار.